# Dasylepis thomasii
Dasylepis thomasii är en tvåhjärtbladig växtart som beskrevs av Obama och Breteler. Dasylepis thomasii ingår i släktet Dasylepis och familjen Achariaceae. Inga underarter finns listade i Catalogue of Life.